# Wełnogałązkowcowate
Wełnogałązkowcowate (Lachnocladiaceae D.A. Reid) – rodzina grzybów z rzędu gołąbkowców (Russulales).

## Systematyka
Pozycja według Index Fungorum: Lachnocladiaceae, Russulales, Incertae sedis, Agaricomycetes, Agaricomycotina, Basidiomycota, Fungi.
Według aktualizowanej klasyfikacji Index Fungorum bazującej na Dictionary of the Fungi rodzina Lachnocladiaceae to takson monotypowy z jednym tylko rodzajem:
- rodzaj Stereofomes Rick 1928[2]

Nazwy polskie według W. Wojewody z 2003 r.